# 塞金 (德克薩斯州)
塞金（英語：Seguin）是一個位於美國德克薩斯州瓜達盧佩縣的城市。根據2010年美國人口普查，該地共人口25175人，而該地的面積約為89.80平方千米。同時該地也是瓜達盧佩縣的縣治。

## 地理
塞金的座標為29°34′28″N 97°57′55″W / 29.57444°N 97.96528°W，而該地的平均海拔高度為159米（即522英尺）。